# Sälskär (Kumlinge, Åland)
Sälskär med Notörarna är en ö i Åland (Finland). Den ligger i Skärgårdshavet och i kommunen Kumlinge i landskapet Åland, i den sydvästra delen av landet. Ön ligger omkring 53 kilometer nordöst om Mariehamn och omkring 240 kilometer väster om Helsingfors.
Öns area är 47,7 hektar och dess största längd är 1,3 kilometer i öst-västlig riktning. Ön höjer sig omkring 10 meter över havsytan.

## Delöar och uddar
- Sälskär 60°23′39″N 20°41′30″Ö / 60.39403°N 20.69159°Ö
- Ankarskär 60°23′43″N 20°41′02″Ö / 60.39528°N 20.68389°Ö (udde)
- Notörarna 60°23′36″N 20°42′10″Ö / 60.39327°N 20.70264°Ö